# D 270 (Türkei)
Die Straße D 270 (Devlet yolu 270) ist eine 79 km lange Straße im Osten der Türkei. Sie verbindet in den Provinzen Erzurum und Ağrı die D 955 mit der D 965.

## Verlauf
Die Straße zweigt westlich von Karayazı von der D 955 ab und verläuft generell nach Osten über den Pass Köyçeğiz Geçidi (2301 m) und Elmalıdere nach Tutak, wo sie an der D 965 endet.